# Phrases and Philosophies for the Use of the Young
Phrases and Philosophies for the Use of the Young is een publicatie van de Ierse dichter, proza- en toneelschrijver Oscar Wilde. Het betreft een verzameling van 35 typisch 'Wildeaanse' aforismen die voor het eerst verscheen in de eerste en tevens laatste aflevering van het in Oxford verschenen studentenblad 'Chameleon' in december 1894. De publicatie werd herdrukt in deel XIV van de door Wildes executeur Robert Ross verzorgde Collected Edition van 1908.
Naast twee gedichten van Wildes intieme vriend Lord Alfred Douglas bevatte het blad een anoniem gepubliceerd verhaal onder de titel 'The Priest and the Acolyte'. Dit verhaal bevatte elementen van homoseksualiteit en blasfemie en aangenomen werd dat het van de hand van Oscar Wilde zelf was. Dit bleek niet het geval, het verhaal was geschreven door de redacteur van het blad, John Francis Bloxham. Het wekte zoveel controverse en werd met name door de journalist Jerome K. Jerome zodanig aangevallen, dat verdere verschijning van het blad werd stopgezet, hoewel de redacteur aangaf dat diverse schrijvers, onder wie Wilde zelf, hun medewerking hadden toegezegd.
Niettemin werd Wilde op het proces dat werd gevoerd tussen hem en de Markies van Queensberry (de vader van Alfred Douglas) gevraagd wat hij van dit verhaal vond. Ook de gedichten, de 'Phrases and Philosophies' en ander werk van Wilde zelf kwamen tijdens het verhoor aan de orde. Wilde wist op veelal gevatte wijze de scherpe vragen, waarbij onder meer de teksten van zeven van de 'Phrases' aan de schrijver werden voorgelegd, te pareren.